# Église Saint-Pierre-ès-Liens de Ceton
Pour les articles homonymes, voir Église Saint-Pierre-ès-Liens.
L'église Saint-Pierre-ès-Liens est une église catholique située à Ceton, en France.

## Localisation
L'église est située dans le département français de l'Orne, sur la commune de Ceton.

## Historique
L'édifice est classé au titre des monuments historiques en 1974.